# Mikael an Nobletz
Mikael an Nobletz (en bretón) o Michel Le Nobletz (en francés) (Plouguerneau, 1577- Konk Leon, 1652) fue un cura, escritor y gramático bretón. 
Era hijo de una familia perteneciente a la pequeña nobleza. Intentó crear una grafía para la lengua bretona basada en el dialecto de Bro-Leon. En sus textos se encuentran algunas mutaciones inusuales en la lengua: tok «sombrero» y kiger «carnicero», pasan a tok ar c'higer «el sombrero del carnicero» tokoù ar gigerien «los sombreros de los carnicerso», también ma zog «mi sombrero» y e dok «su sombrero». Su obra influyó en la de Julien Maunoir